# Kleingeld

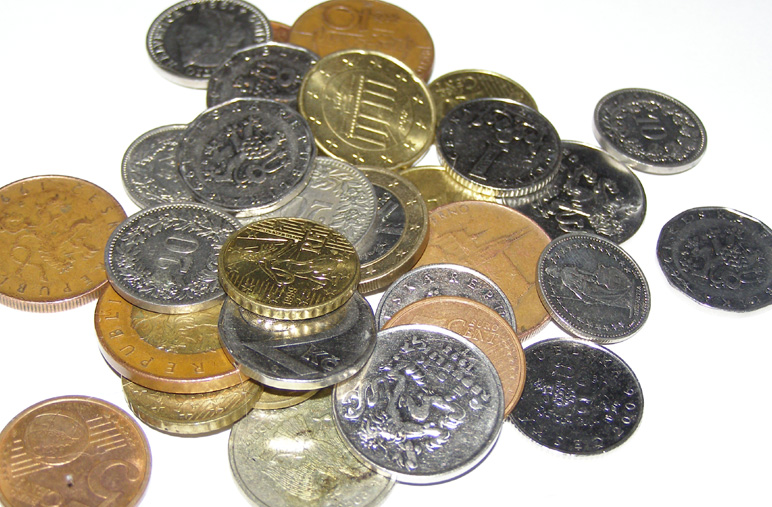
Münzgeld aus verschiedenen Ländern

Kleingeld, auch Hartgeld genannt, ist Bargeld in Form von Münzen, die einen geringen Wert darstellen. In einigen alemannischsprachigen Regionen wird auch der Begriff Münz für Kleingeld verwendet.
Üblicherweise trennt man im Portemonnaie das Münzgeld von den Scheinen durch die Unterbringung in einem eigenen Fach.
Eine Alternative war die Geldkarte, sofern  das Geschäft über ein Kartenlesegerät verfügte. Bis zu welcher Menge an Münzen die Annahme von Kleingeld im Handel zumutbar ist, regelt in Deutschland das Münzgesetz bzw. die EG-Verordnung Nr. 974/98. Gesammeltes Kleingeld kann in der Regel bei den Landeszentralbanken oder der Hausbank getauscht werden.
Im übertragenen Sinn sagt man auch: „Ihm fehlt das nötige Kleingeld.“ Das kann heißen, dass jemandem eine Sache viel zu teuer ist bzw. er sie sich nicht leisten kann.

## Geschichte
Im Ersten Weltkrieg hatten alle Kriegsparteien einen hohen Zahlungsmittelbedarf. Der Sold wurde damals bar ausbezahlt.

„Die von der Obersten Heeresleitung in den ersten sechs Mobilmachungstagen benötigten 750 Millionen Mark führten zu einer Knappheit beim Kleingeld bis zum 5-Mark-Stück, obwohl alle Münzstätten auf Hochtouren arbeiteten. Um den Zahlungsverkehr aufrecht zu erhalten, gaben Städte, Gemeinden und Firmen mit staatlicher Duldung im August und September 1914 eigenes Notgeld zu 50 Pfennig, 1, 2, 3 und 5 Mark aus. Als die kriegswichtigen Rohstoffe Kupfer und Nickel knapp wurden, stellte das Reich 1915/16 die Kupfer-/Nickelprägungen bis zum 10-Pfennig-Stück ein und gab stattdessen Münzen aus Eisen, Zink und Aluminium heraus. Doch die produzierten Münzmengen deckten den Bedarf nicht, zumal die Bevölkerung das alte, nicht außer Kurs gesetzte Kupfergeld hortete. Daneben horteten etliche Stadtverwaltungen und Behörden Kleingeld in Millionenhöhe, um ihren eigenen Zahlungsverpflichtungen nachkommen zu können. Aufgrund des akuten Mangels an Kleingeld emittierten mehr als 2.000 kommunale und private Ausgabestellen 1915/16 wieder Notmünzen und Kleingeldersatzscheine. Für Kriegsgefangene wurde spezielles Lagergeld eingeführt.“

Durch Inflation wurden in verschiedenen Ländern die jeweils kleinsten Kleingeldmünzen obsolet (weil praktisch wertlos). Anpassungen fanden oft dergestalt statt, dass man eine Null oder mehrere Nullen der Währung (manchmal auch auf den Geldscheinen) strich. Beispiele:
- Französischer Franc: Da in Frankreich die Preise durch Inflation 'unhandlich viele Nullen' bekommen hatten, wurde 1958 die Einführung des Nouveau Franc (NF) zum 1. Januar 1960 verfügt. Ein NF, seit 1963 offiziell nur noch Franc (F) genannt, entsprach 100 alten Francs (anciens francs). Die alten Franc-Münzen konnten als Centimes weiter verwendet werden.

- Italienische Lira: bei ihrer Einführung um 1860 war eine Lira so wertvoll, dass man zusätzlich auch den Centesimo benötigte (100 Centesimi = 1 Lira). Durch Inflation verlor die Lira stark an Wert und der Centesimo stark an Bedeutung. Später gab es auch keine 1-Lira-Münzen mehr (die letzten wurden 1959 geprägt).[2]

- Türkische Lira: Am 1. Januar 2005 trat die „Neue Türkische Lira“ an die Stelle der „Türkischen Lira“. Die Türkei strich auf einen Schlag sechs Nullen: Aus 1 Million „Türk Lirasi“ (TL) wurde 1 „Yeni Türk Lirasi“ (YTL).[3]

- Argentinischer Peso: bei ihm wurden mehrfach Nullen gestrichen.

- Norwegische Krone: seit Mai 2012 sind inflationsbedingt keine Öremünzen mehr im Umlauf (100 Öre = 1 Krone)